# Don't Worry Darling
Don't Worry Darling (titulada: No te preocupes, cariño en Hispanoamérica y No te preocupes, querida en España) es una película estadounidense de suspenso psicológico, dirigida por Olivia Wilde, con guion de Katie Silberman y basada en una historia de Carey van Dyke y Shane Van Dyke. Producida por New Line Cinema y Vertigo Entertainment, cuenta con las actuaciones de Florence Pugh, Harry Styles, Gemma Chan, KiKi Layne, Nick Kroll y Chris Pine.
Su estreno en Estados Unidos fue el 23 de septiembre de 2022, a cargo de Warner Bros. Pictures.

## Sinopsis
Alice (Florence Pugh) y Jack (Harry Styles) tienen la suerte de vivir en Victoria, la ciudad experimental de una compañía que alberga a los hombres que trabajan para un proyecto secreto llamado Victoria y a sus familias. La vida es perfecta, con las necesidades de cada residente satisfechas por la empresa. Todo lo que ellos piden a cambio es un compromiso incondicional con la causa de Victoria. Pero cuando comienzan a aparecer grietas en su idílica vida, exponiendo destellos de algo mucho más siniestro que acecha debajo de la atractiva fachada, Alice no puede evitar cuestionar qué están haciendo en Victoria y por qué.

## Argumento
En un momento no especificado, Alice y Jack Chambers viven en la idílica ciudad empresarial de Victoria, California, al estilo de finales de la década de 1950 y principios de la de 1960. Todos los días, los hombres se van a trabajar al Cuartel General de Victoria en el desierto circundante, mientras que sus esposas no se animan a preguntar por el trabajo de sus maridos o dejar la seguridad de la ciudad. La amiga de Alice, Margaret, se ha convertido en una marginada después de llevar a su hijo al desierto, lo que resultó en su aparente muerte, aunque afirma que Victoria se lo quitó como castigo. En una fiesta organizada por el enigmático fundador de Victoria, Frank, Alice ve al esposo de Margaret intentar darle un medicamento después de un arrebato. Mientras Alice y Jack se involucran en un acto sexual en la habitación de Frank, ella nota que Frank mira.
Viajando en el tranvía por la ciudad, Alice ve un accidente de avión en el desierto y se apresura a ayudar. Se tropieza con la sede y toca una de sus ventanas con forma de espejo, experimentando alucinaciones surrealistas antes de despertarse en su casa esa noche. En los días siguientes, experimenta sucesos cada vez más extraños y recibe una llamada telefónica de Margaret, quien afirma haber visto lo mismo. Después de rechazarla, Alice ve a Margaret cortarse la garganta y caer de su techo. Antes de que pueda alcanzar el cuerpo de Margaret, Alice es arrastrada por hombres con monos rojos que trabajan para Frank.
Jack rechaza las afirmaciones de Alice y dice que Margaret simplemente se está recuperando de un accidente doméstico, corroborado por el médico de la ciudad, el Dr. Collins. Él le receta medicamentos a Alice, que Jack rechaza, y ella roba el expediente médico muy redactado de Margaret de su maletín. Alice se vuelve cada vez más paranoica y, durante una celebración de la empresa en la que Frank le da a Jack un ascenso especial, se derrumba en el baño. Consolada por su amiga Bunny, Alice intenta explicarle todo, pero Bunny reacciona con enojo y acusa a Alice de poner en peligro a Victoria.
Alice y Jack invitan a cenar a sus amigos, con Frank y su esposa Shelley como invitados especiales. En privado, Frank confirma las sospechas de Alice y dice que espera que ella continúe desafiándolo. Estimulada por su confesión, ella intenta exponerlo durante la cena, pero Frank la manipula, haciéndola parecer loca para los otros invitados. Posteriormente, Alice le ruega a Jack que deje a Victoria, pero él hace que los hombres de Frank se la lleven. El Dr. Collins obliga a Alice a someterse a una terapia de electroshock, durante la cual tiene visiones de sí misma en el presente, luchando para llegar a fin de mes como cirujana y viviendo con Jack, desempleado y descontento.
En Victoria, Alice es bienvenida a casa y reanuda su vida normal, pero se da cuenta de que las visiones son sus recuerdos reales, y Jack admite la verdad: Victoria es un mundo simulado creado por Frank, donde Jack y los otros hombres lideran su versión de vidas perfectas; las mujeres a las que han obligado a participar en la simulación no saben que sus vidas, sus hijos y la propia Victoria no existen. Jack argumenta que Alice era miserable con su vida real y ahora ambos pueden ser felices, pero ella está furiosa porque él la encarceló. Jack suplica perdón, aferrándose con fuerza a Alice hasta que ella lo golpea fatalmente con un vaso de vidrio, matándolo tanto a él como a su yo real.
Frank es alertado de la muerte de Jack, mientras que Bunny encuentra a Alice y le explica que siempre supo que Victoria era una simulación, pero decidió quedarse para estar con sus hijos, que murieron en la vida real. Ella le dice a Alice que conduzca hasta el cuartel general, el portal de salida de la simulación, y Alice se enfrenta en silencio al vecindario, lo que hace que las otras esposas se den cuenta de que algo anda mal mientras sus maridos entran en pánico. Al huir en el auto de Jack, Alice es perseguida por el Dr. Collins y los hombres de Frank, y los engaña para que choquen entre sí. En casa, Shelley apuñala fatalmente a Frank para tomar el control de Victoria para sus propios fines. Al llegar a la Sede, Alice tiene una visión final de Jack, pero corre hacia la ventana y pone su mano en el cristal de la ventana cuando los hombres de Frank la alcanzan, viendo imágenes perturbadoras mezcladas con algunas visiones de ella misma en el mundo real. Después de eso, la pantalla se vuelve negra y se escucha a Alice jadeando por aire.

## Reparto
- Florence Pugh como Alice Chambers
- Harry Styles como Jack Chambers
- Olivia Wilde como Bunny
- Gemma Chan como Shelley
- Chris Pine como Frank
- KiKi Layne como Margaret Watkins
- Sydney Chandler como Violet Johnson
- Nick Kroll como Dean
- Asif Ali como Peter
- Kate Berlant como Peg
- Timothy Simons como Dr. Collins
- Douglas Smith como Bill Johnson
- Ari'el Stachel como Ted Watkins
- Dita Von Teese como bailarina de burlesque

## Producción
La película se anunció en agosto de 2019, tras una batalla de pujas entre 18 estudios por hacerse con el próximo proyecto dirigido por Olivia Wilde posteriormente, New Line Cinema ganó la subasta. El guion especulativo original fue escrito por los hermanos Carey y Shane Van Dyke; éste apareció en la lista negra de 2019. Katie Silberman fue contratada para hacer una reescritura que se convirtió en el guion de la película.
En abril de 2020, Florence Pugh, Shia LaBeouf y Chris Pine se incorporaron al elenco, con Dakota Johnson haciéndolo al mes siguiente. En septiembre de 2020, Harry Styles se unió al elenco y reemplazó a LaBeouf, que supuestamente había abandonado la película por un conflicto de programación. Pero más tarde se dio a conocer que LaBeouf había sido despedido por Wilde debido a su mal comportamiento y enfrentamientos con los miembros del elenco y el equipo. En octubre de 2020, Gemma Chan y KiKi Layne se unieron al elenco, con Layne sustituyendo a Johnson, que tuvo que abandonar debido a un conflicto de programación con The Lost Daughter. Ese mismo mes, se incorporaron Sydney Chandler, Nick Kroll, Douglas Smith, Kate Berlant, Asif Ali, Timothy Simons y Ari'el Stachel.
El rodaje comenzó en Los Ángeles el 20 de octubre de 2020. Se detuvo temporalmente durante dos semanas a partir del 4 de noviembre, después de que un miembro del equipo diera positivo a la prueba rutinaria de COVID-19, lo que provocó que Pugh, Styles y Pine debieran guardar cuarentena. El rodaje finalizó el 13 de febrero de 2021. La banda sonora es obra de John Powell.

## Marketing
En la CinemaCon 2022 que se celebró en el Caesars Palace,  confirmó que la idea de la película está inspirada en Inception, The Matrix y The Truman Show. La presentación recibió una gran cobertura periodística cuando Wilde recibió un sobre que contenía documentos confidenciales sobre la custodia de sus hijos de parte de su ex prometido Jason Sudeikis, quien no estaba al tanto de que el sobre se le entregaría a Wilde en el escenario. Esto hizo que el evento revaluara sus protocolos de seguridad. El tráiler, que también se exhibió en la CinemaCon, se publicó en Internet el 2 de mayo de 2022.

## Estreno
Su estreno en las salas de cine fue el 23 de septiembre de 2022. Estará disponible en el servicio de streaming HBO Max 45 días después de su estreno en cines.

## Recepción
Don't Worry Darling recibió reseñas generalmente mixtas de parte de la crítica y de la audiencia. En el sitio web especializado Rotten Tomatoes, la película posee una aprobación de 38%, basada en 351 reseñas, con una calificación de 5.4/10 y con un consenso crítico que dice: "A pesar de una intrigante variedad de talentos a ambos lados de la cámara, Don't Worry Darling es una repetición en su mayoría confusa de temas demasiado familiares." De parte de la audiencia tiene una aprobación de 64%, basada en más de 10 000 votos, con una calificación de 3.5/5.
El sitio web Metacritic le dio a la película una puntuación de 48 de 100, basada en 62 reseñas, indicando "reseñas generalmente favorables". Las audiencias encuestadas por CinemaScore le otorgaron a la película una "B-" en una escala de A+ a F, mientras que en el sitio IMDb los usuarios le asignaron una calificación de 6.3/10, sobre la base de más de 134 000 votos. En la página web FilmAffinity la cinta tiene una calificación de 6.0/10, basada en 9729 votos.